# NGC 4830
NGC 4830 é uma galáxia elíptica (E/SB0) localizada na direcção da constelação de Virgo. Possui uma declinação de -19° 41' 28" e uma ascensão recta de 12 horas, 57 minutos e 27,9 segundos.
A galáxia NGC 4830 foi descoberta em 26 de Maio de 1880 por Ernst Wilhelm Leberecht Tempel.